# Rhithrogena grischuna
Rhithrogena grischuna is een haft uit de familie Heptageniidae. De wetenschappelijke naam van de soort is voor het eerst geldig gepubliceerd in 1988 door Sartori & Oswald.
De soort komt voor in het Palearctisch gebied.